# Piotr Libera

Piotr Libera (* 20. března 1951 Szopienice u Katovic, Polsko) je polský římskokatolický církevní představitel, v letech 1996–2007 pomocný biskup katovický, v letech 1998–2007 generální tajemník polské biskupské konference a od 2007 diecézní biskup płocký.

## Život
Piotr Libera po absolvování střední školy pokračoval od roku 1969 ve studiu na Slezském vyšším duchovním semináři v Krakově; to musel přerušit v letech 1970–72, kdy prodělal vojenskou službu ve speciální jednotce pro duchovní. Po ukončení studia byl dne 15. dubna 1976 vysvěcen na kněze a v následujících třech letech byl farářem u kostela Stětí sv. Jana Křtitele v Rudě Śląske. Ve letech 1979–80 byl vychovatelem ve Slezském vyšším duchovním semináři, který se v této době přestěhoval z Krakova do Katovic.
V letech 1980–86 pobýval Piotr Libera v Římě, kde studoval klasickou filologii na Papežské salesiánské univerzitě. V letech 1986–89 přednášel na Slezském vyšším duchovním semináři latinu a patristiku. Od roku 1989 byl tajemníkem apoštolského nuncia v Polsku, arcibiskupa Józefa Kowalczyka.
Dne 23. listopadu 1996 jej papež Jan Pavel II. jmenoval pomocným biskupem katovickým a titulárním biskupem centurijským (Centuriensis). Biskupské svěcení přijal Piotr Libera dne 6. ledna následujícího roku přímo z rukou papeže v římské bazilice sv. Petra. Za heslo si zvolil Deust caritas es (Bůh je láska). V letech 1998–2007 byl biskup Libera generálním tajemníkem polské biskupské konference; v této funkci se zasazoval mimo jiné proti přílišné angažovanosti církve v politice. Libera byl rovněž hlavním organizátorem návštěvy papeže Benedikta XVI. v Polsku roku 2006.
Dne 2. května 2007 jmenoval Benedikt XVI. Piotra Liberu sídelním biskupem płockým. Nové diecéze se biskup ujal 31. května bohoslužbou v płocké katedrály za účasti mj. kardinálů Józefa Glempa a Miloslava Vlka.